# Betsimisotra
Betsimisotra est une commune urbaine malgache située dans la partie nord-est de la région d'Amoron'i Mania.